# Pitkäluoto (ö i Norra Savolax)
Pitkäluoto är en ö i Finland. Den ligger i sjön Kuttajärvi och i kommunen Kuopio i den ekonomiska regionen  Kuopio ekonomiska region  och landskapet Norra Savolax, i den centrala delen av landet, 300 km norr om huvudstaden Helsingfors. Öns största längd är 30 meter i sydöst-nordvästlig riktning.